# GeneRally
GeneRally – komputerowa gra wyścigowa zaprojektowana i wydana w 2002 roku przez Hannu Räbinę, Jukka Räbinę i Jamesa Burgessa. W GeneRally gracz kieruje samochodem wyścigowym, biorąc udział w wyścigach rozgrywanych w różnych państwach świata. Możliwe jest ściganie się z samochodami kierowanymi przez komputer lub maksymalnie sześciu graczy.
Wyścig odbywa się na różnorodnych pod względem wyglądu zamkniętych trasach. W jego trakcie pojazdy podlegają uszkodzeniom, zużywają się także opony i paliwo, stąd konieczne jest wjeżdżanie w trakcie rozgrywki do pit stopu. Wygrywa gracz, który przejedzie odpowiednią liczbę okrążeń w jak najkrótszym czasie. W wersji 1.10 dostępnych jest 36 tras i 12 rodzajów samochodów, gra daje też możliwość stworzenia własnych tras oraz modyfikacji zasad rozgrywki.